# Witte knoop
Witte knoop of Siberische edelweiss (Anaphalis) is een geslacht van vaste planten uit de composietenfamilie (Asteraceae). Er zijn enkele tientallen soorten, die soms als tuinplant worden gehouden. De Nederlandse naam heeft betrekking op de witte bloempjes, die aan knoopjes doen denken. De bloemen staan aan viltige stengels en bloeien in augustus en september.

## Kweek
De soorten zijn niet veeleisend wat de kweek betreft. Het beste is zanderige, goed ontwaterende grond en een zonnige plek, maar de bloemen hebben niet veel last van enige schaduw.
Witte knoop is geschikt voor een droogboeket.

## Soorten
Een selectie van de soorten:
- Prachtrozenkransje (Anaphalis margaritacea): grijsgroene, wollig behaarde bladeren aan de onderzijde, witte bloemtrossen, circa 45 cm hoog
- Anaphalis triplinervis: zilvergrijze, viltige bladeren met drie duidelijke nerven, witte bloemtrossen, tot 25 cm hoog